# Perca-sol
A perca-sol (Lepomis gibbosus) é um peixe da famíia Centrarchidae nativa da América do Norte. Foi introduzido na Europa para fins ornamentais e para pesca desportiva. Atualmente, existe em grande escala no Alentejo e várias bacias hidrográficas de Portugal. Seus habitats predilectos são os açudes, algumas barragens e até lagos ou outro meio aquático que lhes reúna as condições necessárias para a sobrevivência. Contudo é nos açudes que atinge o seu auge (ponto máximo; altura em que a sua população tem o maior numero de indivíduos que o habitat em causa permite). São peixes ovíparos (põem os ovos em ninhos feitos no substrato do dito habitat), comem insectos que possam eventualmente cair na água, peixes mais pequenos, larvas de mosquitos, insectos aquáticos entre outras possíveis refeições que possam encontrar na água.
São territoriais, competindo com qualquer outro animal que tente ocupar o seu habitat. Foram levados da América do Norte para a Europa para a pesca desportiva, sendo assim considerada uma espécie invasora.